# Ulestraten (gemeente)

Gemeentevlag

De gemeente Ulestraten is een voormalige gemeente in de Nederlandse provincie Limburg. De gemeente bestond uit :
- Ulestraten dorp (bij de Sint-Catharinakerk)
- Genzon
- Groot-Berghem
- Humcoven
- Klein-Berghem
- Moorveld
- Schietecoven
- Vliek
- Waterval

De voormalige buurtschappen Genzon, Groot Berghem en Klein Berghem en Vliek behoren inmiddels tot de dorpskern van Ulestraten. En het huidige Meerssen is vast gebouwd aan het gehucht Humcoven.In Ulestraten wonen ongeveer 2.815 mensen. De gemeente ging bij de gemeentelijke herindeling van 1982 op in de gemeente Meerssen. De gemeente grensde aan Beek (gemeente), Bunde (gemeente), Geulle (gemeente), Meerssen, Schimmert (gemeente). Het twee na grootste vliegveld van Nederland (Maastricht Aachen Airport) is gebouwd op het grondgebied van de voormalige gemeente. Tot aan de gemeentelijke herindeling in 1982 hoorde het vliegveld bij Ulestraten.